# Présidence belge du Conseil de la Communauté économique européenne en 1961
 (juin 2018).
Si vous disposez d'ouvrages ou d'articles de référence ou si vous connaissez des sites web de qualité traitant du thème abordé ici, merci de compléter l'article en donnant les références utiles à sa vérifiabilité et en les liant à la section « Notes et références ».
La présidence belge du Conseil de la Communauté économique européenne (CEE) en 1961 est la deuxième présidence du Conseil conduite par la Belgique.
Elle est précédée par la présidence néerlandaise de la seconde partie de 1960 et suivie par la présidence allemande à partir du 1er juillet 1961.

## Sources

## Compléments